# Fornos (Castelo de Paiva)
Fornos is een plaats (freguesia) in de Portugese gemeente Castelo de Paiva en telt 1 602 inwoners (2001).